# Vita

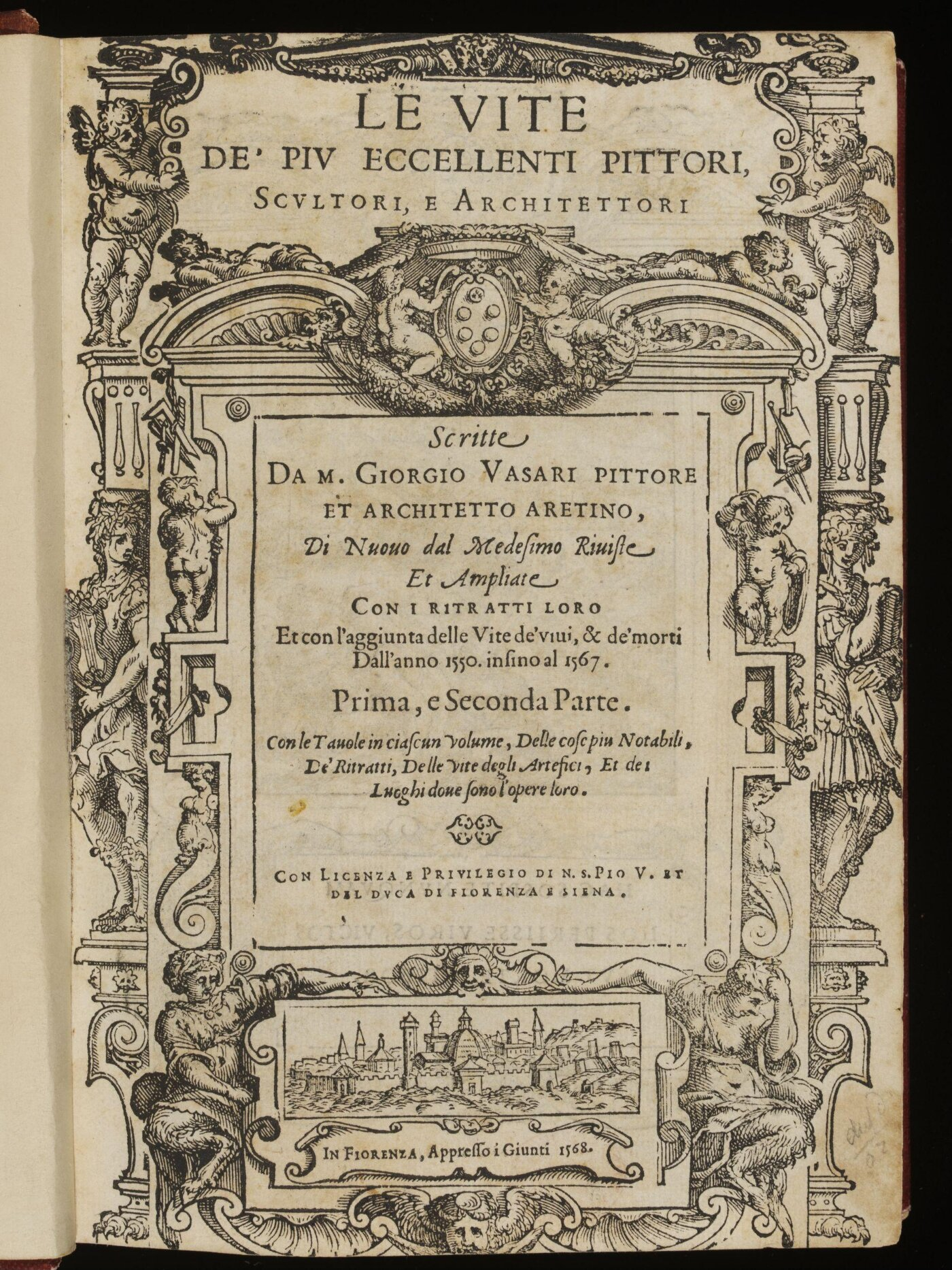
Giorgio Vasari – Titelblatt zu seinen Künstlerviten

Eine Vita (von lateinisch vita ‚Leben‘, Plural: Vitae, Viten) ist im Allgemeinen die literarische Beschreibung des Lebens einer bekannten Persönlichkeit und zählt zur literarischen Gattung der Biografie. Traditionell werden bevorzugt antike und mittelalterliche Biografien Viten (oder Vitae) genannt. Eine verbreitete Form stellen die Heiligenviten dar.

## Sprachgebrauch
Während im neueren Sprachgebrauch eine Vita sich auf den schlicht dokumentierten Lebenslauf beschränken kann – der Duden definiert etwa einen bildungssprachlichen Gebrauch für „Leben, Lebenslauf, Lebensgeschichte eines Menschen“ –, lag früher die Hauptfunktion der meisten Viten eher nach Art einer Laudatio in der Hervorhebung der Tugenden ihrer Helden und weniger in einer historisch zuverlässigen Lebensschilderung. Sie sollten den Lesern oder Zuhörern moralische Anleitungen für ihr eigenes Leben geben oder gewisse Wertvorstellungen untermauern.

## Geschichte
In der Antike gab es zunächst Viten von Philosophen und Schriftstellern, später schilderten die Viten vor allem das Leben von Feldherren und Staatsmännern. Das Wort Vita taucht zum ersten Mal im Werk De viris illustribus des Cornelius Nepos auf. Einen wichtigen Einfluss auf die Herausbildung der literarischen Form hatten unter anderem Plutarchs Darstellungen griechischer und römischer Staatsmänner oder Suetons De vita Caesarum.
Auf dem antiken Schema bauen im Mittelalter einerseits Fürstenviten wie etwa Einhards Vita Caroli Magni (um 830) oder eine Vita Kaiser Karls IV. auf, andererseits Heiligen- und Märtyrerviten wie die Vita Sancti Martini des Sulpicius Severus oder die Vita Benedicti Gregors des Großen.

## Beispiele
- Eine seit dem Mittelalter genutzte Quelle der Historiographie ist die Hagiographie, welche sich mit der Überlieferung des Lebenswandel von Heiligen beschäftigt.
- Eine auf das Gnadenleben im Sinne mystischer Spiritualität zentrierte Sonderform der Vitenschreibung ist die Gnadenvita, die vor allem in Frauenklöstern in der ersten Hälfte des 14. Jahrhunderts zur Verbreitung kam.
- Im Spätmittelalter bzw. in der Renaissance entstehen auch wieder Künstlerviten, wie etwa Giovanni Boccaccios Das Leben Dantes (um 1360) oder Giorgio Vasaris Le Vite de’ più eccellenti pittori, scultori et architettori... (1568).
- Eine späte Blüte erlebte die Vita im 15. und 16. Jahrhundert im orthodoxen osteuropäischen Raum, wo sie unter anderem die Aufgabe hatte, hohen Vertretern von Kirche und Staat eine Aura von Heiligkeit und Gottesgnadentum zu verleihen und so deren Machtstellung im Staat zu festigen (→ Moskovitische Periode der altrussischen Literatur).